# Alexa Demie

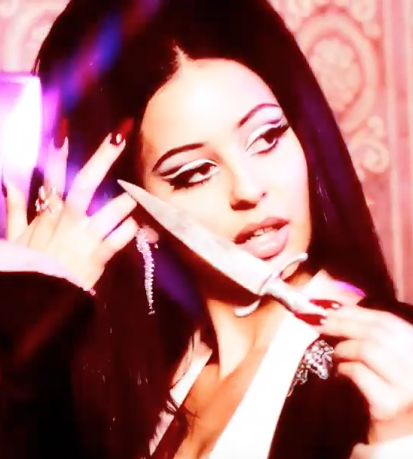
Alexa Demie (2019)

Alexa Demie (* 11. Dezember 1990 in Los Angeles) ist eine US-amerikanische Schauspielerin und Sängerin.

## Leben
Alexa Demie wurde als Tochter einer in den 1980er Jahren aus dem zentralmexikanischen Michoacán in die Vereinigten Staaten emigrierten Visagistin geboren. Sie wuchs bei ihrer Mutter, ihrer Großmutter sowie ihren Tanten in Los Angeles auf. Bereits als Jugendliche beschäftigte sie sich intensiv mit der Schauspielerei, Musik und Modedesign.
Nachdem sie 2015 im Kurzfilm Miles auftrat, nahm sie professionellen Schauspielunterricht. Es folgten Gastrollen in den Fernsehserien Ray Donovan und Love sowie erste Auftritte in den Filmen Die Abenteuer von Brigsby Bär und Mid90s. 2019 war Demie in einer wiederkehrenden Rolle als Maddy Perez in der Fernsehserie Euphoria zu sehen. 2019 erhielt Demie die Rolle der Alexis in Trey Edward Shults’ Drama Waves.
Neben der Schauspielerei ist Demie auch als Sängerin aktiv und führte Regie bei einigen Musikvideos.

## Filmografie (Auswahl)
- 2015: Miles (Kurzfilm)
- 2016: Ray Donovan (Fernsehserie, 3 Episoden)
- 2017: Die Abenteuer von Brigsby Bär (Brigsby Bear)
- 2017: To the Moon (Kurzfilm)
- 2018: Love (Fernsehserie, 2 Episoden)
- 2018: Mid90s
- 2019: The OA (Fernsehserie, Episode 2x02)
- 2019–2022: Euphoria (Fernsehserie, 16 Episoden)
- 2019: Waves
- 2020: Mainstream
- 2022: Fables (Fernsehserie, Episode 1x01, Sprechrolle)
- 2024: Fantasmas (Fernsehserie, Episode 1x02)